# Disclosure
Disclosure — британский дуэт, состоящий из двух братьев — Гая и Говарда Лоуренсов, исполняющий музыку в жанрах электроники и гэриджа. Музыканты родом из города Рейгейт, графство Суррей. Их дебютный альбом Settle, изданный 3 июня 2013 года, был номинирован на премию «Грэмми» в категории Лучший танцевальный/электронный альбом.

## Информация о группе
Дебютный сингл группы «Offline Dexterity» был издан 29 августа 2010 года; второй — «Carnival»/«I Love…That You Know» — 13 июня 2011 года. Радиоротация Disclosure началась с сингла «Tenderly»/«Flow», вышедшего в январе 2012 года. Успех сингла способствовал интересу к мини-альбому The Face, изданному в июне 2012 года.
В октябре 2012 года дуэт записал совместную песню с Сэмом Смитом под названием «Latch», которая впоследствии смогла добраться до 11 места в хит-параде UK Singles Chart. В 2013 году вышел мини-альбом The Singles, включавший в себя треки «White Noise» с AlunaGeorge (2 место в UK Singles Chart и 1 место в UK Dance) и «You & Me» с Элайзой Дулитл (10 место в UK Singles Chart). Первый полноценный студийный альбом группы, получивший название Settle, вышел в свет 3 июня 2013 года; диск дебютировал на 1 месте хит-парада UK Albums Chart и попал в чарты других стран. Альбом был номинирован на «Грэмми» в категории Лучший танцевальный/электронный альбом. В том же году группа выступила на фестивале Гластонбери.
В 2013 году Disclosure в мировое турне по странам Европы, США и Канаде, включавшее в себя выступления на фестивалях Коачелла и Lollapalooza.
В июне 2015 анонсирован новый студийный альбом Caracal, который был выпущен 25 сентября 2015. В создании альбома поучаствовали многие известные музыканты: Kwabs, The Weeknd, Сэм Смит, Грегори Портер, Lion Babe, Lorde и другие.

## Карьера
Пока Гай учился в Reigate College, ему нравилось изучать классическую музыку, особенно Баха и Клода Дебюсси. Подростковый интерес к музыке и технике производства рэпера и продюсера из Детройта Дж. Диллы привел его через хип-хоп к участию в дабстеп-концертах в качестве студента; но он больше любил хаус-музыку как творение и начал изучать ее и знакомить со своим братом. Главным образом под влиянием таких художников, как Джой Орбисон, Джеймс Блейк, Буриал и Маунт Кимби, братья были вовремя возвращены в Чикагский дом, Детройтский техно, британский гараж и двухступенчатый гараж.

### 2010—2011: Дебют
Братья начали разбирать и копировать музыку, которую Гай слышал на концертах в комнате над аукционным домом своего отца, а затем сочинять музыку в той же комнате в стиле, который они называют «электронная хаус-музыка с поп-музыкой». Это дало им возможность заключить контракт на раннюю запись, и тур по Великобритании, в котором смешались концерты живой музыки со случайными диджейскими сетами, где в Манчестере они играли сет перед Тоддом Эдвардсом и получали после ночной беседы. Первый сингл дуэта «Offline Dexterity» был выпущен 29 августа 2010 года. Они подписали контракт с новым лейблом PMR, который был основан в январе 2011 года, и выпустили второй сингл «Carnival» / «I Love» 13 июня 2011 года. Это позволило им заключить сделку по управлению с Сэмом Эвиттом и менеджером по методам Джека Стрита, которым они все еще управляют.

### 2012—2014: Коммерческий успех
Disclosure получило свою первую значительную поддержку на национальном радио после выхода сингла «Tenderly» / «Flow» в январе 2012 года. Сингл вызвал значительный интерес к последующему EP в июне 2012 года, The Face, выпущенному на Greco-Roman. EP включал в себя популярный ремикс «Running» Джесси Уэр (Jessie Ware), коллеги по PMR, который попал в чарты как в Нидерландах, так и в Бельгии, а также стал составной частью фестиваля Circuit 2012 года и представлен в ежегодном выпуске подарков Annie Mac. Благодаря сотрудничеству с другими артистами, подписавшими Method Management, у группы был свой первый британский хит в октябре 2012 года с «Latch», написанный в соавторстве с Джимми Нейпсом, и с вокалом Сэма Смита, который достиг пика под номером 11 в британском чарте знакомств. Группа сохранила свой импульс в 2013 году — они были выбраны на радио BBC 1xtra «Горячая десятка за 2013 год» и выиграли два десятка лучших хитов подряд в «White Noise» (номер два) (вместе с AlunaGeorge) и «You & Me» (№ 10) (с Элизой Дулиттл). Эти три сингла были собраны на EP The Singles. Они выпустили свой дебютный студийный альбом Settle 3 апреля 2013 года на PMR Records и получили коммерческий и критический успех. Они дебютировали под номером один на британском чарте альбомов, вошли в чарты во многих странах Европы и Австралии и получили четыре звезды от The Страж и 9,1 балла по вилам. Они дважды выступали на фестивале Glastonbury 2013 и появились позже с Джулсом Холландом. Альбом был номинирован на премию Грэмми за лучший танцевальный альбом. В 2013 году компания Disclosure отправилась в мировое турне по более чем 40 европейским, американским и канадским городам, включая громкие музыкальные фестивали, такие как фестиваль музыки и искусств Coachella Valley, музыкальный фестиваль Lollapalooza в Чикаго и Sasquatch! Музыкальный фестиваль в штате Вашингтон. В том же году они создали лейбл Method Records; его список включает в себя Friend Within, Karen Harding, Lxury и Tourist. В феврале 2015 года был введен суб-лейбл Method White, который выпустил больше подземных треков. Первым релизом был «Wolfsbane» Джонаса Рэтсмана. С тех пор М. Дж. Коул и Eats Everything выпустили треки через лейбл. Раскрытие песни «Когда огонь начинает гореть» использовалось в шестом эпизоде первого сезона The 100.

### 2015—2018: Перерыв и Caracal
После всемирного успеха их дебютного студийного альбома Settle и мирового турне дуэт начал работу над вторым студийным альбомом Caracal, в котором вокалы Сэма Смита, Лорде, Грегори Портера, Льва Бабе, Квабса, The Weeknd, Nao, Miguel Джордан Ракей и Брендан Рейли. На неделе своего выпуска Caracal заработал для группы свой второй альбом номер один в британском чарте альбомов. Музыкальные клипы для официальных синглов с альбома, опубликованного на YouTube, взаимосвязаны и следуют сюжетной линии, каждое новое видео дополняет сюжет. Видеоролики рассказывают о молодой женщине в фантастическом, антиутопическом мире, за которой по неизвестной причине преследует полиция. Три сингла были выпущены до альбома: «Omen», «Holding On» и «Jaded». Также были выпущены два рекламных сингла: «Willing and Able» и «Hourglass». Альбом был выпущен 25 сентября 2015 года компаниями PMR Records и Island Records. Альбом также был номинирован на лучший танцевальный / электронный альбом на премии Грэмми 2016 года. В феврале 2017 года дуэт объявил, что собирается сделать годичный перерыв, за исключением «нескольких особых вещей», включая выступления с BBC Radio 1 на Ибице и возвращение их фестиваля Wildlife тем летом.

### 2018-Настоящее время
В январе 2018 года дуэт подтвердил, что находится в процессе записи своего третьего студийного альбома, который должен быть выпущен в начале 2020 года, а сингл должен быть выпущен в конце 2019 года и в начале 2020 года. После перерыва Disclosure выпустил песню в мае 2018 года под названием «Ультиматум» с участием Фатуматы Диавары. В августе 2018 года ежедневно выпускались пять новых песен: «Лунный свет», «Там, где ангелы боятся идти», «Любовь может быть такой тяжелой», «Веселые ощущения» и «Откуда ты родом». Кроме того, синглы объявили о своем возвращении в студию и рассказали, что начали писать и выпускать новый материал, который в конечном итоге станет их третьим студийным альбомом.

## В культуре
В 2017 году их песня «Magnets» (с участием Lorde) была показана в игре Codemasters, Dirt 4. В 2019 году песня «Where Angels Fear To Tread» была показана в третьем сезоне телешоу Sneaky Pete.

## Дискография
Студийные альбомы
- Settle (2013)
- Caracal (2015)
- Energy (2020)
- Alchemy (2023)

Синглы
- Offline Dexterity / Street Light Chronicle
- Tenderly / Flow
- Boiling
- Latch
- White Noise
- You & Me
- F for You
- Help Me Lose My Mind
- Voices
- The Mechanism
- Omen
- Jaded